# Медаль «За відбудову вугільних шахт Донбасу»
Меда́ль «За відбудо́ву вугі́льних шахт Донба́су» — медаль, державна нагорода СРСР. Введена указом Президії Верховної Ради СРСР 10 вересня 1947 року. Автор малюнку медалі — художник І. І. Дубасов.

## Опис
Медаль «За відбудову вугільних шахт Донбасу» має форму правильного круга діаметром 32 мм, виготовлена з латуні.
На лицьовому боці медалі зображено відбудовану шахту з пропором над копером, у правій частині — фігуру шахтаря з відбійним молотком на плечі. У верхній частині медалі розміщений напис по колу «За восстановление угольных шахт Донбасса». У нижній частині по колу — лаврова гілка, у центрі якої — п'ятикутна зірка.
На зворотному боці — напис у два рядки: «Труд в СССР — дело чести». Над написом зображено серп і молот. Усі зображення та написи на медалі випуклі.
Медаль «За відбудову вугільних шахт Донбасу» за допомогою вушка і кільця з'єднується з п'ятикутною колодочкою, обтягнутою шовковою муаровою стрічкою шириною 24 мм. На стрічці три подожні смужки золотавого кольору завширшки 5 мм кожна та дві подовжні смужки чорного кольору завширшки 4 мм кожна, по краях стрічки — вузькі смужки чорного кольору.

## Нагородження медаллю
Медаллю «За відбудову вугільних шахт Донбасу» нагороджувалися робітники, службовці, інженерно-технічні та господарські працівники за видатну роботу, високі виробничі показники та заслуги у відновленні вугільної промисловості Донбасу, постраждалої під час німецько-радянської війни.
Медаль носиться на лівій стороні грудей, за наявності у нагородженого інших медалей СРСР розташовується після медалі «За відбудову підприємств чорної металургії Півдня».
На 1 січня 1995 року медаллю «За відбудову вугільних шахт Донбасу» було проведено близько 46 350 нагороджень.